# TopLink
En computación, TopLink es un paquete de Mapeo objeto-relacional (ORM) para desarrolladores Java. Proporciona un marco de trabajo para almacenar objetos Java en una base de datos relacional, o para convertir objetos Java a archivos XML.
TopLink Essentials es una implementación de referencia de la API de Persistencia Java (JPA) para EJB 3.0, y es un producto de Oracle. EclipseLink, de Oracle, está basado en TopLink y es también una implementación de referencia de JPA.

## Historia
The Object People (de ahí el "Top" en el nombre), originalmente desarrolló TopLink en Smalltalk en los 90. Entre 1996 y 1998, se creó una versión del producto hecha en Java llamada "TopLink para Java". Después de que BEA Systems y WebGain compraran The Object People, la línea de productos TopLink pasó a ser propiedad de esta última.

## Funcionalidades
Además de ser una herramienta de Mapeo objeto-relacional, TopLink tiene también otras características, incluyendo:
- Marco para consultas que soporta expresiones orientadas a objetos, Query by Example (QBE), EJB QL, SQL, y procedimientos almacenados
- Marco de trabajo transaccional a nivel de objetos.
- Almacenamiento en caché para asegurar la identidad de los objetos.
- Un conjunto de mapeos directos y relacionales.
- Mapeo de Objeto a XML, además del soporte a JAXB.
- Soporte de EIS/JCA para fuentes de datos no relacionales.
- Editor visual para mapeo (Mapping Workbench).
- Soporte limitado para consultas en memoria.